# Heiko Wingenfeld

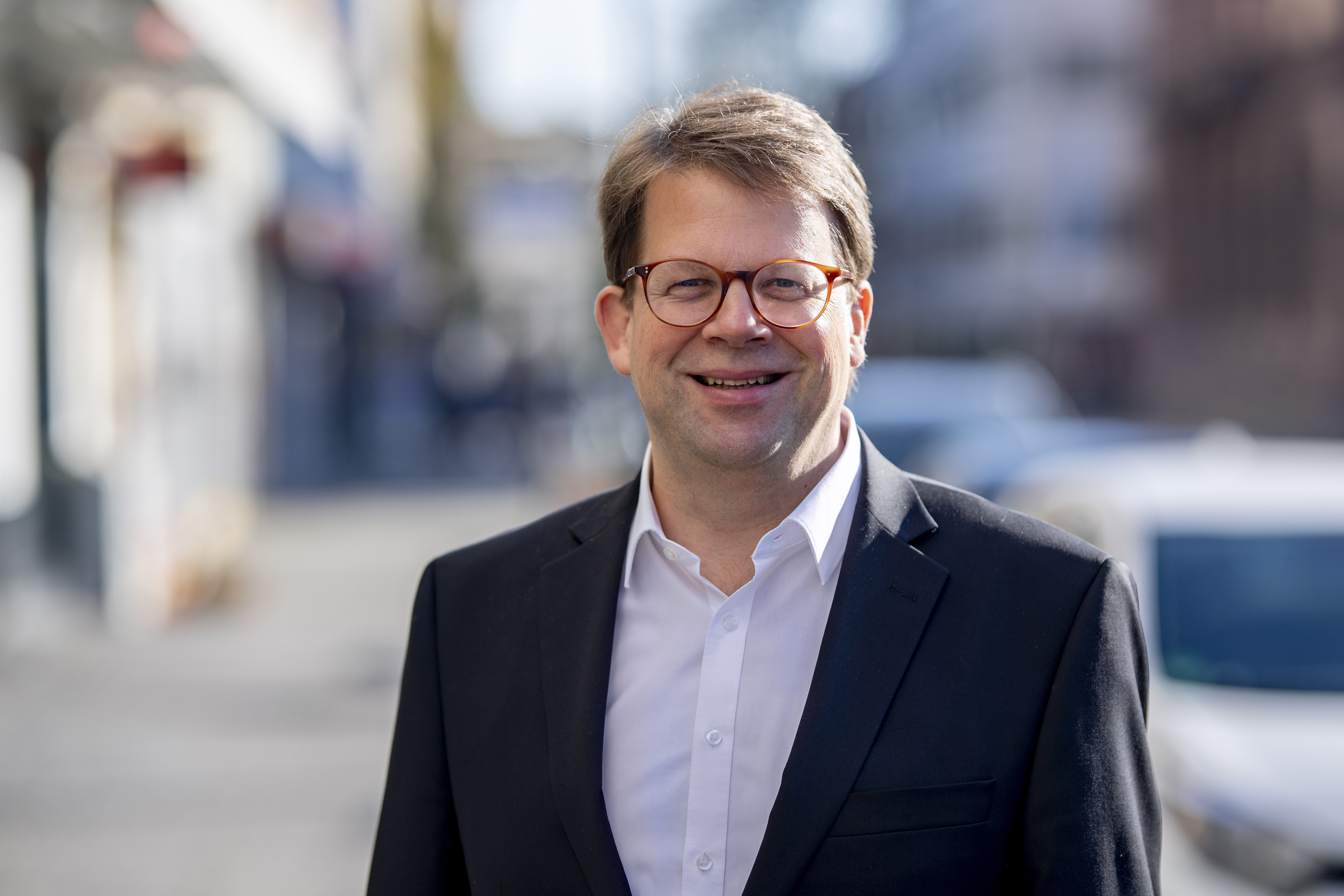
Heiko Wingenfeld (2021)

Heiko Wingenfeld (* 4. Oktober 1973 in Fulda) ist ein deutscher Jurist und Kommunalpolitiker der CDU. Er ist seit August 2015 Oberbürgermeister der Stadt Fulda.

## Leben
Nach dem Abitur 1993 am Gymnasium Marianum in Fulda studierte Wingenfeld Rechts- und Politikwissenschaften an den Universitäten in Trier, Lyon, Heidelberg und Kapstadt. 1998 legte er das Erste Juristische Staatsexamen ab. Im Jahr darauf nahm er an einem Masterprogramm an der Universität des Westkaps (Südafrika) teil, das er mit dem Master of International and Human Rights Law abschloss. Von 2000 bis 2001 war er Mitarbeiter des Forschungsprojektes „Strafjustiz und DDR-Vergangenheit“ an der Humboldt-Universität zu Berlin und wurde 2001 an der HU mit dem Thema Die öffentliche Debatte über die Strafverfahren wegen DDR-Unrechts zum Doktor der Rechte promoviert. Nach dem Referendariat in Hessen und der Ablegung des Zweiten Juristischen Staatsexamens 2004 war er bis 2006 als Rechtsanwalt in der Sozietät Hengeler Mueller in Frankfurt am Main tätig.
Wingenfeld war von 2006 bis 2015 Erster Kreisbeigeordneter des Landkreises Fulda. Am 15. März 2015 wurde er mit 66,6 % der abgegebenen Stimmen zum Oberbürgermeister der Stadt Fulda gewählt; auf die Gegenkandidaten Birgit Kömpel (SPD) und Ralf Zwengel (Grüne) entfielen 22,7 % bzw. 10,7 % der Stimmen. Am 15. August 2015 übernahm er in der Nachfolge von Gerhard Möller das Amt des Oberbürgermeisters.
Heiko Wingenfeld ist verheiratet und hat drei Kinder.